# Schweizer Fussballmeisterschaft 1917/18

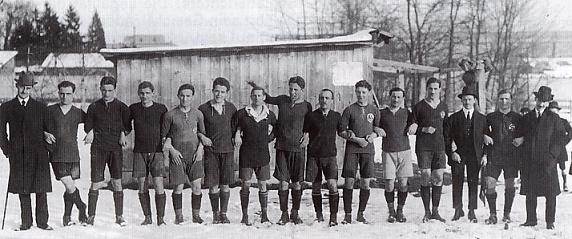
Meisterteam Servette FC 1918

Die 21. Schweizer Fussballmeisterschaft fand 1917/1918 statt.
Servette Genf wurde 1918 zum zweiten Mal Schweizer Meister.

## Modus
Die höchste Spielklasse, die Serie A, wurde in drei regionale Gruppen eingeteilt. Ein Sieg brachte 2 Punkte, ein Remis 1 Punkt ein. Die Sieger der drei Gruppen traten in Finalspielen um die Meisterschaft gegeneinander an.

## Serie A

### Gruppe Ost
| Pl. | Verein                            | Sp. | S  | U | N  | Tore    | Diff. | Punkte |
| --- | --------------------------------- | --- | -- | - | -- | ------- | ----- | ------ |
| 1.  | FC St. Gallen                     | 14  | 10 | 2 | 2  | 037:210 | +16   | 22     |
| 2.  | FC Zürich                         | 14  | 9  | 2 | 3  | 037:270 | +10   | 20     |
| 3.  | Brühl St. Gallen                  | 14  | 8  | 2 | 4  | 035:220 | +13   | 18     |
| 4.  | Neumünster Zürich                 | 14  | 5  | 2 | 7  | 031:260 | +5    | 12     |
| 5.  | Vereinigte FC Winterthur-Veltheim | 14  | 6  | 0 | 8  | 030:320 | −2    | 12     |
| 6.  | Grasshopper Club Zürich           | 14  | 5  | 1 | 8  | 024:350 | −11   | 11     |
| 7.  | Blue Stars Zürich                 | 14  | 4  | 1 | 9  | 024:340 | −10   | 09     |
| 8.  | Young Fellows Zürich              | 14  | 4  | 0 | 10 | 022:430 | −21   | 08     |

### Gruppe Zentral
| Pl. | Verein             | Sp. | S | U | N  | Tore    | Diff. | Punkte |
| --- | ------------------ | --- | - | - | -- | ------- | ----- | ------ |
| 1.  | Young Boys Bern    | 12  | 8 | 3 | 1  | 052:180 | +34   | 19     |
| 2.  | FC Basel           | 12  | 7 | 3 | 2  | 031:190 | +12   | 17     |
| 3.  | FC Aarau           | 12  | 7 | 2 | 3  | 024:160 | +8    | 16     |
| 4.  | FC Bern            | 12  | 4 | 4 | 4  | 021:260 | −5    | 12     |
| 5.  | FC Nordstern Basel | 12  | 3 | 2 | 7  | 018:260 | −8    | 08     |
| 6.  | FC Biel-Bienne     | 12  | 4 | 0 | 8  | 024:350 | −11   | 08     |
| 7.  | Old Boys Basel     | 12  | 2 | 0 | 10 | 020:500 | −30   | 04     |
| 8.  | FC Baden1          | 0   | 0 | 0 | 0  | 000:000 | ±0    | 0      |

1Der FC Baden musste auf die Meisterschaft verzichten, da ihr Fussballfeld kriegsbedingt für die Landwirtschaft genutzt worden war.

### Gruppe West
| Pl. | Verein                   | Sp. | S  | U | N  | Tore    | Diff. | Punkte |
| --- | ------------------------ | --- | -- | - | -- | ------- | ----- | ------ |
| 1.  | Servette Genf            | 14  | 12 | 1 | 1  | 074:210 | +53   | 25     |
| 2.  | Étoile La Chaux-de-Fonds | 14  | 9  | 3 | 2  | 046:200 | +26   | 21     |
| 3.  | FC La Chaux-de-Fonds     | 14  | 9  | 3 | 2  | 042:260 | +16   | 21     |
| 4.  | Cantonal Neuchâtel       | 14  | 6  | 1 | 7  | 035:430 | −8    | 13     |
| 5.  | Montriond Lausanne       | 14  | 5  | 3 | 6  | 028:360 | −8    | 13     |
| 6.  | FC Genève                | 14  | 3  | 5 | 6  | 032:440 | −12   | 11     |
| 7.  | Stella Fribourg          | 14  | 3  | 1 | 10 | 019:450 | −26   | 07     |
| 8.  | Montreux-Sports          | 14  | 0  | 1 | 13 | 010:510 | −41   | 01     |

### Finalspiele
| Datum      |                 | Ergebnis |                 | Ort      |
| ---------- | --------------- | -------- | --------------- | -------- |
| 17.03.1918 | Servette Genf   | 4:2      | Young Boys Bern | Lausanne |
| 14.04.1918 | Young Boys Bern | 2:1      | FC St Gallen    | Bern     |
| 05.05.1918 | Servette Genf   | 4:0      | FC St Gallen    | Zürich   |

| Pl. | Verein          | Sp. | S | U | N | Tore    | Diff. | Punkte |
| --- | --------------- | --- | - | - | - | ------- | ----- | ------ |
| 1.  | Servette Genf   | 2   | 2 | 0 | 0 | 008:200 | +6    | 04     |
| 2.  | Young Boys Bern | 2   | 1 | 0 | 1 | 004:500 | −1    | 02     |
| 3.  | FC St. Gallen   | 2   | 0 | 0 | 2 | 001:600 | −5    | 0      |

## Serie B
FC Luzern ist Meister der Serie B.

## Barrage Serie A/B
|           | Ergebnis |          |
| --------- | -------- | -------- |
| FC Luzern | 7:0      | FC Baden |